# Atles (estrella)
Atles, oficialment Atlas (27 del Taure / 27 Tauri), és un estel que forma part del cúmul obert de les Plèiades a la constel·lació de Taure. La seva magnitud aparent és +3,62 i s'hi troba a uns 440 anys llum de distància. És la segona més brillant de les Plèiades, després de Alcíone (η Tauri). En la mitologia grega, Atles era el tità pare de les Plèiades, d'on prové el seu nom.
Atles és un estel binari, estant les dues components separades 0,4 segons d'arc. Atles A, la més brillant de les dues, és un estel gegant blanc-blavenc de tipus espectral B8III. La seva lluminositat és 940 vegades major que la del Sol —incloent la radiació emesa en l'ultraviolat— i la seva temperatura superficial és de 12.300 K. Igual que altres estels de tipus espectral B, Atles A gira molt de pressa en comparació al Sol, amb una velocitat de rotació d'almenys 212 km/s. Té certa reputació com estrella Be, implicant l'existència d'un anell de material radiant producte de la ràpida rotació. A partir de la seva temperatura i lluminositat s'ha estimat que és un estel 5 vegades més massiu que el Sol. D'altra banda, Atles A sembla una binària espectroscòpica, les components de la qual tenen magnituds +4,1 i +5,6.
Atles B, de magnitud +6,8, es troba almenys a 52 ua d'Atles A. És un estel de tipus A que completa una òrbita al voltant del seu company cada 150 anys com a mínim.